# كيفين ماكيد
كيفن ماكيد (بالإنجليزية: Kevin McKidd) ، من مواليد 9 أغسطس 1973م، وهو ممثل اسكتلندي، ومقدم تلفزيوني، اشتهر بأدوار الأصوات في الألعاب الفيديو الشهيرة، ومنها : لعبة كول أوف ديوتي: مودرن وورفير 3 وسلسلة غراند ثفت أوتو.

## وصلات خارجية
- كيفين ماكيد على موقع IMDb (الإنجليزية)
- كيفين ماكيد على موقع ألو سيني (الفرنسية)
- كيفين ماكيد على موقع ميوزك برينز (الإنجليزية)
- كيفين ماكيد على موقع أول موفي (الإنجليزية)
- كيفين ماكيد على موقع قاعدة بيانات الأفلام السويدية (السويدية)
- كيفين ماكيد على موقع إن إن دي بي (الإنجليزية)
- كيفين ماكيد على موقع ديسكوغز (الإنجليزية)
- كيفين ماكيد على موقع قاعدة بيانات الفيلم (الإنجليزية)
- كيفين ماكيد على موقع كينوبويسك (الروسية)